# Johann Brockhoff
Johann Brockhoff (* 16. Juni 1871 in Aachen; † 1942 in München) war ein deutscher Maler und Grafiker.

## Leben
Brockhoff war der Sohn eines Kaufmanns. Seine künstlerische Ausbildung begann er von 1889 bis 1891 als Schüler der Dresdner Akademie. Von 1893 bis 1895 war er Schüler an der Académie Julian in Paris, danach wieder an der Dresdner Akademie unter Carl Bantzer. Den Abschluss bildete 1899 bis 1901 das Studium im Fach Druckgrafik bei Peter von Halm an der Kunstakademie München.
Brockhoff ließ sich in München nieder, wo er Mitbegründer einer Privatschule für Grafische Künste war. Zu seinen Schülern zählten u. a. Rüdiger Berlit, Hans Gött und Roi Partridge.